# Social branding
Social branding is het gebruik van sociale media voor marketingdoeleinden.
Bij social branding opent een bedrijf een pagina op Facebook of Hyves, of een account op Twitter om de illusie te creëren dat hun merk een individu is. Dit geeft andere gebruikers de mogelijkheid om zich te identificeren met dit merk door er 'vriend' van te worden, en te communiceren 'met' het merk. De bedoeling daarvan is om meer naamsbekendheid en waardering te verkrijgen en aldus de verkoop te stimuleren. Bedrijven kunnen op platforms likes of volgers kopen en zo een sociale identiteit creëren.

## Sociale merken
Weber Shandwick noemt een merk waarover wordt gesproken op sociale media een sociaal merk, een merk met een onderscheidende sociale identiteit. Volgens het onderzoek A brand's guide to sociability van Weber Shandwick verwacht meer dan de helft van de bedrijven dat sociale media in toenemende mate gaan bijdragen aan de reputatie van hun merk. Om te duiden wat ervoor nodig is om een sociaal merk van wereldniveau te zijn, hanteert Weber Shandwick negen pijlers.
Volgens de Social Brands Top 100 van onderzoeksbureau Headstream zijn de merken die het actiefst zijn met social branding Dell, Nike en Starbucks, het hoogst geplaatste Nederlandse merk is KLM.

## Tactieken

### Storytelling
Een goed verteld verhaal blijft hangen. In plaats van simpelweg een product of dienst onder de aandacht te brengen, draait het bij storytelling om het delen van ervaringen, emoties en waarden. Door verhalen te vertellen die herkenbaar of inspirerend zijn, ontstaat een natuurlijke verbinding met het publiek. Dit kan een persoonlijk verhaal zijn van een klant, een inkijkje achter de schermen of een narratief dat de missie en visie van een merk tot leven brengt .

### Community-building
Een sterke community bouw je niet in één dag, maar groeit door oprechte interactie en betrokkenheid. Mensen verbinden zich niet alleen met merken, maar vooral met andere mensen die dezelfde waarden delen. Door in gesprek te gaan met volgers, hen aan te moedigen om zelf content te delen en exclusieve momenten te creëren, ontstaat een gevoel van samenhorigheid. Een sterke community is de ruggengraat van een merk dat écht impact wil maken .

## Psychologie van Social Branding
Social branding is het proces waarbij een merk psychologische principes toepast om een herkenbare identiteit en emotionele connectie met het publiek op te bouwen. Dit gebeurt door middel van visuele en verbale communicatie, interactie met consumenten en het creëren van merkassociaties die invloed hebben op perceptie en gedrag.

### Cognitieve en emotionele betrokkenheid
Merken die succesvol zijn in social branding maken gebruik van zowel cognitieve als emotionele elementen om een blijvende indruk achter te laten. Cognitief gezien spelen herkenning en herhaling een belangrijke rol; herhaaldelijke blootstelling aan een merk vergroot de kans dat consumenten het onthouden en ermee in interactie gaan . Emotioneel gezien versterken verhalen en gedeelde waarden de band tussen consument en merk 

### Neuromarketing en besluitvorming
Uit neuromarketingonderzoek blijkt dat beslissingen vaak onbewust worden genomen op basis van emoties en intuïtie  Door het inzetten van kleurenpsychologie, storytelling en strategische framing kunnen merken consumenten onbewust beïnvloeden. Bijvoorbeeld, warme kleuren zoals rood en oranje wekken urgentie en enthousiasme op, terwijl blauw en groen vaak worden geassocieerd met vertrouwen en kalmte 

## Kritiek
Uit het wereldwijde Digital Life-onderzoek van onderzoeksbureau TNS uit november 2010 (TNS NIPO nam het Nederlandse gedeelte van dit onderzoek voor haar rekening) blijkt dat Nederlanders relatief sceptisch staan tegenover online contact met merken. Bijna een derde vindt dit opdringerig en slechts een vijfde gebruikt sociale netwerken om informatie over merken op te zoeken of merkgerelateerde reacties te plaatsen (positief zowel als negatief). Volgens een ander onderzoek volgt 30% van de Nederlands actief op sociale netwerken, één of meerdere merken.
De belangrijkste activiteit van mensen op hun sociale netwerk platform is het onderhouden van persoonlijke relaties en niet het interacteren met merken. Nederlanders willen best ‘vrienden’ zijn met merken op hun sociaal netwerk profiel, ze moeten alleen geen direct contact zoeken. Van alle vrienden die Nederlanders hebben op hun sociale netwerk is gemiddeld 1 op de 25 een merk.